# Vitis shenxiensis
Vitis shenxiensis — вид ліан з роду Виноград (Vitis). Ендемік для Китаю (провінція Шеньсі). Зростає у чагарниках та на схилах долин, на висоті від 1100 до 1400 метрів над рівнем моря.

## Опис
Гілки шиповидні, рідко опушені. Вусики зазвичай роздвоєні. Листя просте. Черешок від 4 до 5,5 см, слабо опушений простими і залозистими волосками. Листкова пластинка овальна, рідко загострена, розміром від 11 до 16 см завдовжки та від 9 до 14 см завширшки. Квітконіжка гола, від 3 до 4 мм. Ягода куляста, близько 1,2 см в діаметрі. Колір ягоди пурпурно-чорний. Цвіте у червні, плодоносить у жовтні.